# Маний Аквилий (консул 129 года до н. э.)
Ма́ний Акви́лий (лат. Manius Aquillius; умер после 124 года до н. э.) — древнеримский государственный деятель и военачальник, консул 129 года до н. э. Он закончил полной победой Пергамскую войну, организовал новую римскую провинцию Азия и передал часть владений пергамских царей соседним правителям (129—126 годы до н. э.). В дальнейшем его обвиняли в том, что он передал Великую Фригию царю Понта за взятку. Суд оправдал Аквилия, но его политический противник Гай Семпроний Гракх всё же добился в 123/122 году до н. э. аннулирования ряда мер Мания на Востоке.

## Начало карьеры
Маний Аквилий принадлежал к старинному роду Аквилиев. О ранних этапах его карьеры ничего не известно: остаётся только предполагать, что не позже 132 года до н. э. он был претором, согласно lex Villia. В 129 году он стал консулом совместно с Гаем Семпронием Тудитаном.
На консульство Аквилия пришлось очередное обострение внутриполитической борьбы, связанное с работой земельных комиссий, которые учредил Тиберий Гракх. Но разбираться с этой проблемой выпало Тудитану, Аквилий же был направлен в Малую Азию. Умерший в 133 году пергамский царь Аттал III завещал своё царство Риму, но в ответ поднял восстание Аристоник, который претендовал на родство с угасшей династией Атталидов. Один из консулов предыдущего года Марк Перперна одержал решающую победу над противником, захватил в плен Аристоника и отправил в Рим казну местных царей, но не успел привести дела в полный порядок до истечения своих полномочий.

## В Азии
Согласно эпитоматору Помпея Трога, Маний Аквилий отправился в Азию с большой поспешностью, завидуя успехам Перперны. Смерть последнего от болезни близ Пергама положила конец соперничеству двух нобилей.
На этот момент (129 год до н. э.) война на территории бывшего Пергамского царства всё ещё продолжалась. В историографии существует мнение, что после пленения Аристоника ключевую роль в восстании начали играть крестьяне, но из источников известно, что Аквилию пришлось покорять какие-то города; он достиг успеха, отравив источники, снабжавшие эти города водой. По мнению Флора, консул опозорил таким образом римское оружие.
Аквилий оставался в Пергаме до 126 года до н. э. с полномочиями проконсула. Важнейшими его задачами стали организация новой провинции Азия и определение её границ. Совместно со специальной сенатской комиссией, состоявшей из десяти легатов, Аквилий передал владения пергамских царей во Фракии и Херсонес провинции Македония, Андрос и Эгину — провинции Ахайя, а некоторые территории на востоке — местным монархам, которые в своё время прислали военные контингенты для борьбы с Аристоником. Сыновья каппадокийского царя Ариарата V получили Ликаонию, а Фригия была разделена между царями Понта и Вифинии, причём наиболее обширная часть разделённых территорий — Великая Фригия — досталась Понту.
Аппиан объясняет особенности раздела крупной взяткой, якобы полученной Аквилием от Митридата Эвергета. Мнения по этому вопросу в историографии расходятся: некоторые исследователи обращают внимание на то, что Аквилий принимал решение не один, а совместно с сенатской комиссией, и что о «покупке» Фригии Аппиан пишет не от собственного лица. Заявления на эту тему в его «Римской истории» делают посол Митридата VI Пелопид, послы Никомеда Вифинского и Сулла, то есть всегда лица заинтересованные. Понтийский царь мог использовать для того, чтобы получить Фригию, свой статус «друга и союзника римского народа» и те обширные связи в Риме, которые у него появились вследствие его филэллинской политики. Впрочем, есть мнения и о достоверности истории с взяткой.

## Последующие годы
По возвращении в Рим 11 ноября 126 года до н. э. Аквилий отпраздновал триумф, причём в почётном шествии его сопровождал Аристоник, сразу после этого казнённый. Позже (между 126 и 123 годами до н. э.) Аквилий был привлечён к суду Публием Корнелием Лентулом по обвинению в недобросовестном ведении дел в своей провинции. Суд его оправдал, хотя вина, если верить Аппиану, была явной.
Уже в 123 году до н. э. развернул свою деятельность народный трибун Гай Гракх, который был политическим противником Аквилия. Он использовал дело Мания как повод, чтобы обвинить судей-сенаторов во взяточничестве и передать контроль над судами всадническому сословию. Авл Геллий цитирует речь трибуна относительно упоминающегося только в этом контексте lex Aufeia: в ней Гракх утверждает, что сенаторы, поддерживающие этот закон, берут взятки у понтийского царя, а сенаторы, выступающие за отмену закона, берут взятки у царя Вифинии. В историографии высказывалась гипотеза о тождественности lex Aufeia и lex Aquilliae; в любом случае этот сюжет, видимо, связан с деятельностью Мания Аквилия на Востоке, результаты которой оспаривал Никомед II Вифинский.
Гракх добился признания передачи Великой Фригии Митридату неправомерной. О дальнейшей судьбе Мания Аквилия ничего не известно.

## Потомки
Сыном Мания Аквилия был консул 101 года до н. э. того же имени, судьба которого тоже оказалась тесно связанной с Азией.

### Первоисточники
1. Луций Анней Флор. Эпитомы // Малые римские историки. — М.: «Ладомир», 1996. — С. 99—190. — ISBN 5-86218-125-3.
2. Аппиан Александрийский. Римская история. — М.: «Ладомир», 2002. — 878 с. — ISBN 5-86218-174-1.
3. Веллей Патеркул. Римская история // Малые римские историки. — М.: «Ладомир», 1996. — С. 11—98. — ISBN 5-86218-125-3.
4. Авл Геллий. Аттические ночи. — СПб.: Издательский центр «Гуманитарная академия», 2008. — ISBN 978-5-93762-027-9.
5. Флавий Евтропий. Бревиарий римской истории. — СПб.: Алетейя, 2001. — 305 с. — ISBN 5-89329-345-2.
6. Павел Орозий. История против язычников. — СПб.: Издательство Олега Абышко, 2004. — 544 с. — ISBN 5-7435-0214-5.
7. Страбон. География = Γεογραφικά. — М.: «Ладомир», 1994. — 944 с.
8. Марк Туллий Цицерон. О природе богов. — СПб.: «Азбука», 2015. — 448 с. — ISBN 978-5-389-09716-2.
9. Марк Юниан Юстин. Эпитома сочинения Помпея Трога / перевод и вст. статья К. К. Зельина. — СПб.: Издательство СПбГУ, 2005. — 493 с. — ISBN 5-288-03708-6.

### Вторичные источники
1. Broughton T. The Magistrates of The Roman Republic / Patterson M. — New York: The American Philological Association, 1951. — Vol. I. — P. 600. — ISBN 978-0891307068.
2. Klebs E. Aquillius 10 :  [нем.] // Paulys Realencyclopädie der classischen Altertumswissenschaft. — Stuttgart : J.B. Metzler[нем.], 1895. — Bd. II,1. — Kol. 323—324.
3. Hill H. The So-called lex Aufeia (англ.) // CR. — 1948. — Vol. LXII. — P. 112—113.
4. Magie D. The Roman Rule in Asia Minor (RRAM). — Princeton, N. J.: Princeton University Press, 1950. — 166 p. — ISBN 978-0691653396.
5. McGing B. Appian, Manius Aquillius and Phrigia (англ.) // Greek, Roman and Byzantine Studies. — 1980. — Vol. XXI, no. 1. — P. 35—42.
6. Olshausen E. Pontos // Paulys Real-Encyclopädie der Klassischen Altertumswissenschaft (RE). — Stuttgart : J.B. Metzler, 1978. — Bd. XV. — Kol. 396—442.
7. Scherwin-White A. The Roman Involvement in Anatolia 164—88 B.C. (англ.) // JRS. — 1977. — Vol. LXVII. — P. 62—75.
8. Голубцова Е. Идеология и культура сельского населения Малой Азии. I—III вв. — М.: «Наука», 1977. — 241 с.
9. Климов О. Пергамское царство. — СПб.: Факультет филологии и искусств СПбГУ; «Нестор-История», 2010. — 400 с. — ISBN 978-5-8465-0702-9.
10. Сапрыкин С. Понтийское царство. Государство греков и варваров в Причерноморье. — М.: «Наука», 1996. — 195 с. — ISBN 5-02-009497-8.
11. Талах В. Рождённый под знаком кометы: Митридат Эвпатор Дионис / под ред. В. Н. Талаха, С. А. Куприенко. — 2-е, доп. и перераб. изд. — Киев: Видавець Купрієнко С. А., 2013. — 214 с. — ISBN 978-617-7085-08-8.